# Число Рэлея
Число Рэлея ({\displaystyle \mathrm {Ra} }) — безразмерное число, определяющее поведение жидкости под воздействием градиента температуры. 
{\displaystyle \mathrm {Ra} ={\frac {g\beta \Delta TL^{3}}{\nu \chi }},}
где
- {\displaystyle g} — ускорение свободного падения;
- {\displaystyle L} — характеристический размер области жидкости;
- {\displaystyle \Delta T} — разность температур между стенками и жидкостью;
- {\displaystyle \nu } — кинематическая вязкость жидкости;
- {\displaystyle \chi } — температуропроводность жидкости;
- {\displaystyle \beta } — коэффициент теплового расширения жидкости.

Все параметры жидкости взяты при средней температуре.
Если число Рэлея больше некоторого критического значения, равновесие жидкости становится неустойчивым и возникают конвективные потоки. Возникает бифуркация в динамике жидкости (вилочная бифуркация). Критическое значение числа Рэлея является точкой бифуркации для динамики жидкости.
Число Рэлея можно записать как произведение чисел Грасгофа и Прандтля:
{\displaystyle \mathrm {Ra} =\mathrm {Gr} \cdot \mathrm {Pr} }
Данный критерий подобия назван в честь Дж. Стретта (Рэлея).